# 泰晤士河口機場
泰晤士河口機場一詞用於統稱英國泰晤士河口周邊的眾多機場興建計畫。自1970年代起至今，已有多個在此區為英國首都倫敦增設聯外機場的方案。

## 計劃

### Maplin
1971年4月，政府宣佈位於Maplin Sands（Foulness）的一塊地將被用於建設第三個倫敦機場（其它兩個是希斯羅機場和蓋特威克機場），而且計劃將會立刻執行。1973年10月Maplin開發法得到了皇家的贊同。1973年，在城鄉規劃法授權下，一個具體的開發合同開始了，Maplin開發機構被組建並開始運作。這個計劃並不僅是開發一個主要機場，它還包括一個可用於集裝箱輪的深水港、一個與M12與M13高速公路一起連接倫敦的高速鐵路線以及一個可以服務於上千個本計劃所需工人的城鎮。
然而Maplin機場項目於1974年7月被放棄。計劃成為贖罪日戰爭引起的突如其來的1973到74年石油危機的眾多犧牲品之一，計劃被拋棄後取而代之的是一個更便宜的計劃，就是擴建斯坦斯特德機場，而集裝箱碼頭的需求由發展港而滿足了。

### 克里夫
在2002年，政府認為北肯特郡Hoo半島的克里夫（Cliffe）是可能的地點中最適合替倫敦建機場的。這項提議包含了四個東西向、兩個一組的跑道，以及另外五個不同方向的跑道，這五個跑道只會在晚間和特定的天氣狀況下使用。在2003年12月，政府決定放棄這個提案，理由是這個海岸站點的興建成本太高，而且機場可能有極大風險不能很好的運作。

### 謝佩島
1990年'Marinair' （页面存档备份，存于）計劃開始推進。該計劃就是在泰晤士河口的離岸人工島上建造一座機場。該人工島位於謝佩島的東北方。當計劃於2002年的研討會上被再次提出時，又因不足的信息和過高的費用而被棄置。

### Shivering Sands
然而，這個提案在2008年由倫敦市長鮑里斯·約翰遜重新進行，坐落於更東邊，向惠特斯特布爾的Shivering Sands地區。副市長基特·馬特豪斯在就職以前就建議泰晤士河口要有機場。在2008年11月市長指派Doug Oakervee（他是倫敦橫貫鐵路的執行主席）領導大倫敦政府的初步可行性研究，該研究在2009年10月下定論說該處對這計畫「沒有邏輯的阻礙」。

## 優點
在泰晤士河口建機場與希斯羅機場相比有如下好處：
- 航班起降不再需要經過人口稠密的倫敦市區。
- 噪聲和空氣污染不再是個問題，因為新機場必定處於無污染地區。
- 可以按需要建設跑道和航站樓，不需要拆遷現有的居民點，希斯羅機場已經被民宅區包圍。
- 航班可以二十四小時到港離港。
- 一個只需要20分鐘旅程就可到達機場的快速鐵路線將鼓勵更多的旅客使用公共交通出入機場。反對者指出也可以建一條通往希斯羅機場的快速鐵路線，但是建這條鐵路線必須在倫敦市區裡挖掘昂貴的隧道，在2008年7月預計成本高達£45億[12]。

## 缺點
一些在泰晤士河口建設機場的缺點也被提出：
- 目前在洪泛平原或人工離岸島嶼上建造主結構都會受海平面上升的影響。
- 需要大量投資於地方基礎設施（公路、鐵路、學校、醫院）以服務於機場上萬的職員。

## 外部連結
- Thames Estuary Airport Feasibility Review October 2009
- Favorable reaction of London Mayor towards the Marinar concept. August 2008
- Advice to the Medway Council Cabinet on the Thames Estuary Airport Feasibility Review[永久], January 2010
- In response to a Freedom of Information request, the Department of Transport has released its files （页面存档备份，存于） on the Maplin Airport project.